# 临安之战
临安之战，1275年（宋恭帝德祐元年、元世祖至元十二年）至1276年（宋恭帝德祐二年、元世祖至元十三年），宋元战争中，元朝军队攻下南宋临安府（今浙江省杭州市）灭亡南宋朝廷的作战。
1275年，元军攻占建康府（今南京市）、镇江府后，忽必烈因北方有昔里吉叛乱，以天热不利行军为由，令元军暂停南攻，秋后再举。伯颜奉诏返上都（今内蒙古正蓝旗东北闪电河北岸）。宋廷派总部督府诸军张世杰发兵三路北上抗元。先后收复广德军、溧阳县、常州等地，并于焦山（今江苏省镇江市东）水面列阵万艘战船，想要与元军决战，被火攻，焦山之战败不成军。伯颜至上都陈述军情，忽必烈于七月中旬定下决心，乘胜灭宋。命伯颜为建康行中书省右丞相，率元军主力直取临安，命右丞相阿里海牙攻湖南，左副都元帅李恒、汉军万户武秀、张荣实取江西，以切断南宋东西联系。命平章政事阿朮为中书左丞相，率军攻扬州，阻止淮东宋军南援。十月，伯颜于镇江分兵三路南攻，参知政事阿剌罕、万户总管奥鲁赤等为右路军，率步骑自建康经溧阳县、广德军攻独松关（今浙江省安吉县南）；同行中书省事董文炳、万户張弘範、两浙大都督范文虎等为右路軍，率舟师经江阴军（今江苏省江阴市）、许浦（今江苏省常熟市东北），由海路抵达澉浦（今浙江省海盐县南），伯颜与右丞阿塔海率中路水、步、骑军向常州、平江府（今江苏省苏州市）进发，并节制诸军，会师临安。中路阿塔海率军先行攻常州，知州姚訔等协力固守。宋廷得知常州危急，派淮将张全率兵两千援救，知平江府文天祥也派尹玉、麻士龙等率兵三千人跟随张全救援。十月二十六日，麻士龙等于虞桥（今江苏省常州市东南）战死。尹玉部与元军力战，杀千余人，但张全隔河不救，率军先逃，宋军战败。尹玉收集残部五百人在五木（虞桥东）与元军作战一昼夜，仅数人脱险，剩下的全部战死。元右路军阿剌罕自建康出发，先后克溧水县、溧阳县，宋将吴、杜、李三总管战死，破银树、东坝（今江苏省高淳县东），俘虏宋将赵淮，进至护芽山（今安徽省郎溪县东北伍芽山）又败宋朝援军，乘胜攻下广德军、四安等地。左路董文炳率军占领江阴军。宋廷大惊，征召十五岁以上临安百姓为兵，同时从平江调文天祥军入卫临安。十一月十六日，伯颜率军至常州，与阿塔海会兵围城，派人至城下，射书城中招降，宋军不应。伯颜督城外居民运土筑垒与城齐，上置火炮、弓弩很多，连攻两昼夜未下，伯颜令帐前军先登竖红旗，诸军见到，蜂拥而上，城破，姚訔、陈炤战死，常州之战宋朝战败。常州失守，无锡、平江宋军不战而降。二十三日，阿剌罕军攻占独松关，邻近守军望风而逃。十二月初五，董文炳军进占许浦。十二月二十七日，伯颜派两浙大都督范文虎会同阿刺罕军攻打安吉州（今浙江省湖州市），激战三日破城。
1276年正月十八日，三路元军会师皋亭山（今杭州市北），进临安城下。浙西江东制置大使兼江西安抚文天祥、浙西制置副使张世杰请太皇太后、皇太后、皇帝出走海上，自率军背城一战。太皇太后谢道清不许，遣使者奉传国玉玺及降表向元军乞降。驸马都尉杨镇等拥益王、广王入福建，张世杰、苏刘义、刘师勇等各率所部南走，继续抗元。二月初五，宋恭帝率百官于临安投降。伯颜受降后，又取太皇太后谢道清手诏，招降未附州县。三月，伯颜命阿剌罕、董文炳继续南攻，亲自护送宋恭帝、太皇太后谢道清、皇太后全氏及南宋宗室等北还上都。